# Vicente Isidoro Álvarez
Vicente Isidoro Álvarez Barría (Ovalle, 1799-Santiago, 1860) fue un político y diputado chileno. Hijo de don Juan Álvarez Angulo y doña Domitila Barría Uribe. Contrajo nupcias con Carmen Secul Fernández, con quien no tuvo descendencia. Educado en Leyes, se graduó de abogado en la Real Universidad de San Felipe en 1822. 
Se adhirió a la lucha patriota a muy corta edad, llegando, a los 18 años, a ser capitán de infantería (1817). Durante la reconquista española se mantuvo en Mendoza con el ejército de Los Andes. En Chile, fue un ferviente pipiolo. Electo diputado representando a Linares y Parral (1824-1825).
Retirado de la política se dedica a la Junta de Beneficencia y al ejercicio de su profesión. Durante la Guerra Civil de 1829-1830 no tomó bando por ninguno de los involucrados. En el gobierno de José Joaquín Prieto, colaboró como jurista en la redacción de la Constitución de 1833.